# 군주론
《군주론》(君主論, 이탈리아어: Il Principe [il ˈprintʃipe], 영어: The Prince)은 이탈리아의 외교관이자 정치철학자인 니콜로 마키아벨리가 저술한 16세기의 정치학 저술이다. 마키아벨리의 서한으로 보건데 De Principatibus(군주국에 관하여)라는 라틴어 제목의 한 소책자가 1513년에 이미 널리 읽히고 있었던 듯하다. 그러나 인쇄본은 마키아벨리가 죽고 5년 뒤인 1532년까지 출간되지 못했다. 메디치 가의 교황 클레멘스 7세의 허락으로 출간될 수 있었는데, "그 훨씬 이전에, 사실상 필사본 군주론의 첫 등장 이래로 그의 저서에 관해 많은 논란이 일었다."
비록 군주의 거울(mirrors for princes) 형식의 고전적 저술처럼 쓰였지만, 이전과는 사뭇 다른 형식이라는 데에는 이견이 없다. 단테의 신곡과 더불어 다른 르네상스 작품들의 출판 이래로 점차 통용되는 추세였던 라틴어보다는 부분적이나마 모국어인 이탈리아어로 쓰여졌기 때문이다.
군주론은 때로 근대 철학, 특히 어떠한 관념적 이상보다도 실질적인 진리를 이끌어 내는 것이 더 중요하게 여겨지는 근대 정치 철학에 관해서 선구자 격의 저서라 일컬어진다. 또한 당대에 지배적이었던 가톨릭과 더불어 스콜라주의와의 직접적인 갈등 속에서 군주론은 정치와 윤리를 바라보는 시각에 방점을 찍은 것이었다.
비교적 짧은 내용임에도 군주론은 마키아벨리의 저술 중에서 가장 널리 알려져 있는데 비아냥 거리는 의미의 '마키아벨리즘'이란 단어는 여기서 유래되었다. 또한 악마라는 의미의 영어 표현인 'Old Nick'의 유래와 관련이 있고 심지어 현대 서구에서 '정치'와 '정치가'라는 단어에 함축된 부정적인 의미 형성에 영향을 끼쳤다. 군주론의 주제에 있어서 훨씬 길고 몇 년 후에 쓰인 로마사 논고와 중복되는 부분이 있다. 정치를 위해 범행을 자행하는 인간의 사례로서 당대에 근접한 시대의 이탈리아인을 차용한, 군주론과 비교되는 마키아벨리의 다른 저술로서 카스루치오 카스트라카니 다 루카의 생애가 있다.
목적을 달성하기 위한 비도덕적 수단의 사용을 정당화 시킬 수 있는 군주의 목적에 대한 수용만이 군주론의 목적이라고 흔히 알려져 왔으나, 이러한 주장은 당시 이탈리아 통일과 인민 삶의 개선 목적과 새로운 국가의 성립이라는 마키아벨리의 세부적 사상을 간과한 것이라고 할 수 있다.

## 배경

1494년 이탈리아의 도시 국가

안토니오 그람시 (1986, 122~123쪽)를 인용하자면
마키아벨리 시대의 이탈리아에는 어째서 절대군주국이 성립하지 않았는가? 그 이유를 찾자면 로마제국(언어 문제, 지식인 문제 등)으로 거슬러 올라가 보아야 하며 중세 도시국가(Commune)의 기능, 카톨릭주의의 의미 등에 대한 이해가 있어야 한다. 한 마디로 이탈리아의 전 역사에 대한 종합적이면서도 예리한 윤곽을 잡아야 한다.

## 요약
군주론은 대부분이 저자에 의해 명시되었기 때문에 아래와 같이 요약할 수 있는 이해하기 쉬운 구조로 이루어져 있다.

### 주제: 신생 군주국 (1 ~ 2장)
군주론은 앞으로 다루어질 주제를 서술하는 것으로 시작한다. 첫 문장에서 마키아벨리는 "공화적이건 전제적이건 모든 형태의 최고 정치 권력 조직체"를 중립적으로 포괄하기 위하여 '국가(state)'라는 단어를 사용한다. 어떻게 국가라는 단어가 르네상스 시대에 이러한 근대적 의미를 갖게 되었는지는 마키아벨리의 저서 중 특별히 중요하게 여겨졌던 비슷한 문장과 함께 많은 학문적 논의의 주제가 되어 왔다.
마키아벨리는 공화국에 대해 다른 곳에서 저술하였다고 언급하면서, 군주론은 군주국에 대한 글이 될 것이라고 하였지만 사실 그는 실질적으로 공화국 또한 많은 힘을 가졌으며 군주국의 한 유형이라고 간주하고 있다. 더 중요한 건, 덜 세태적이게도 그는 세습 군주국으로부터 신생 군주국을 구별하고 있다. 그는 2장에서 세습 군주제는 통치하기 용이하다고 말하며 짤막하게 세습 군주제를 다루고 있다. 세습 군주에게 있어서 "군주가 상식밖의 사악한 비행으로 미움을 사지 않는 한, 신민들이 그를 따르는 것은 자연스러운 일"이라는 것이다.일반적으로 이러한 저작물의 유형은 오직 세습 군주국에 초점이 맞추어 진다. Gilbert (1938, 19~23쪽)는 1장과 2장의 독특함은 군주를 위한 조언의 전례와 대조적으로 "관습에 저항함으로써 권력을 취득해야 하는 통치자에 대해 이야기 하기 위한 계획적인 의도"라고 서술하였다. 그는 마키아벨리가 그의 경험과 더불어 타키투스의 영향을 받았을지 모른다고 생각하지만, 뚜렷한 단서는 발견되지 않았다.
이러한 정권 형태의 범주화는 '반아리스토텔레스 주의'라고 불릴 뿐만 아니라 예를 들자면 1인 군주, 과두제 집권층, 혹은 민주정에서 사람들에 의해 통치되느냐에 따라 정권을 구분하는 아리스토텔레스의 정치학에서 발견되는 전통적인 범주화에 비하면 분명히 간단하다. 마키아벨리는 예를 들어 군주국과 독재 국가 간의 구분과 같은 바람직한 형태와 비도덕적 형태 간의 고전적 구분 또한 다루지 않았다.
반면에 크세노폰은 그의 저서 키루스의 교육 도입부에서 통치자의 형태에 따른 정확히 일치하는 구분을 사용하는데, 거기서 그는 인간을 통치하는 방법의 지식에 대해 거론하면서 그의 표본이 되는 군주, 키루스 2세는 "자신의 권좌를 아버지에게서 물려받거나 자신의 노력에 의해 왕관을 손에 넣은 다른 모든 왕들"과는 매우 다르다고 하였다.
마키아벨리는 신생 군주국이라는 주제를 복합 군주국과 전적으로 새롭게 생긴 군주국의 두 유형으로 구분하였다.

### 복합 군주국 (3 ~ 5장)
신생 군주국은 전적으로 새롭게 생겼건 종래에 있던 군주국에 수족처럼 병합되었다는 의미의 복합 군주국이건 간에 양쪽 모두를 의미한다.

#### 종래의 군주국에 병합된 새로운 점령지 (3장)
마키아벨리는 새로 점령한 지역의 유지를 위한 각각의 용기 있는 로마의 방식(사례로서 그리스의 경우를 인용하였다.)을 신생 군주가 어떻게 처신할 수 있는 지에 대한 전례로서 보편화 시켰다.
- 새로운 정복지에 정주하는 것, 혹은 식민지를 건설하는 것
- 점령한 지역의 약소 세력이 그들의 영향력을 증대시키지 않는 범주 내에서 마음껏 하도록 내버려 두는 것
- 강력한 세력을 진압하는 것
- 외세가 영향력을 얻지 못하도록 하는 것

전체적으로 봤을 때 마키아벨리는 신생 군주가 현재의 분규뿐만이 아니라 미래에 일어날지도 모르는 분규에 대해서도 고려해야 한다고 강조하였다. 또한 시간은 이익은 물론 해악을 가져오기 때문에, 신생 군주는 "시간의 이익을 취하는 것"이 아니라 오히려 자신의 역량과 현명함에서 비롯되는 이익을 취해야 한다고 말했다.

#### 정복된 왕국 (4장)

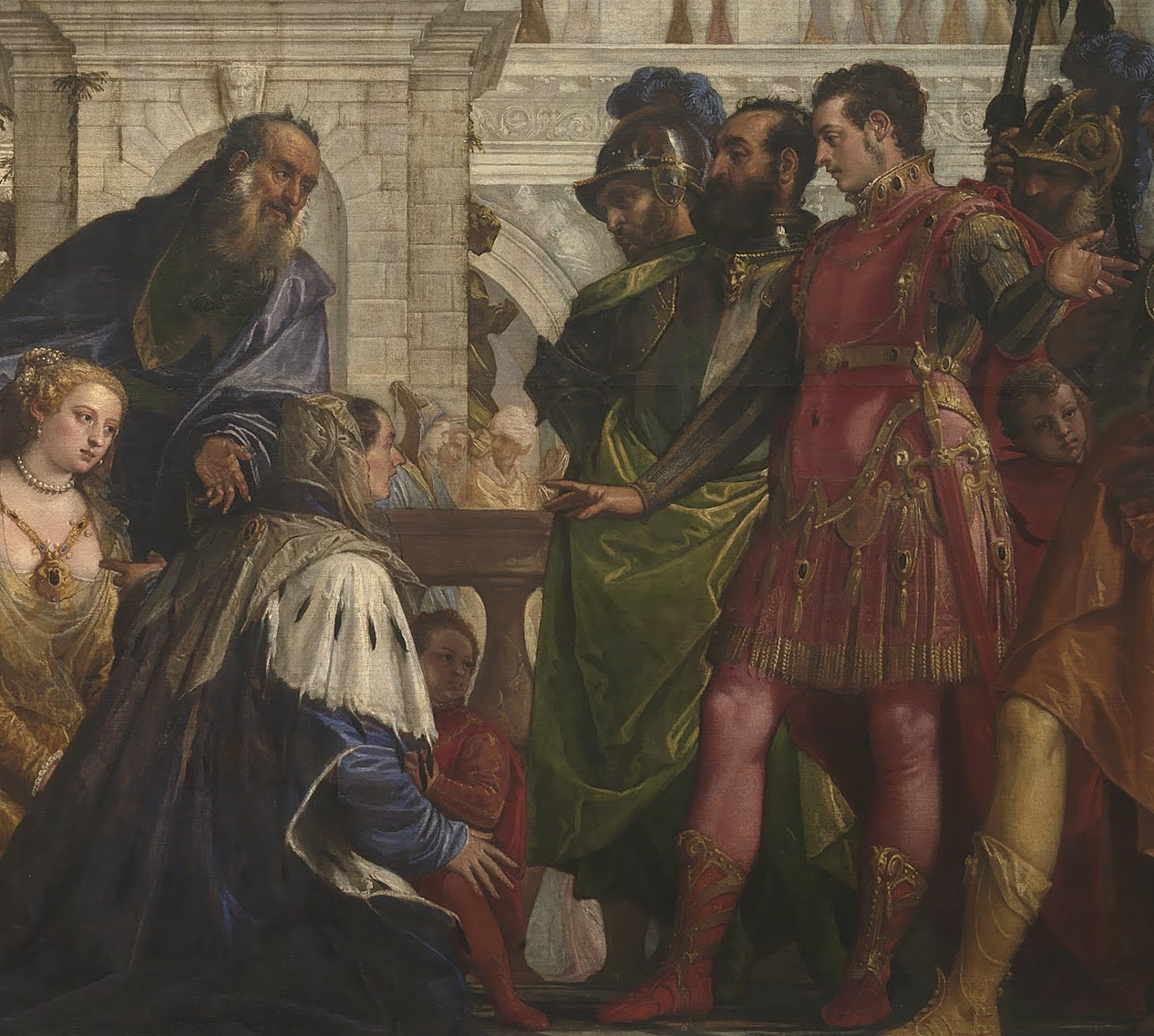
1570년 파올로 베로네세(Paolo Veronese)가 그린 알렉산드로스 앞의 다리우스 일가(The Family of Darius before Alexander)의 부분.

정복된 왕국의 군주가 그의 제후들에 의존하는 통치 유형이 있다. 16세기 프랑스, 다시 말해 군주론이 쓰여졌던 시기의 프랑스 왕국이 바로 그 예이다. 이러한 국가는 정복하기는 쉬우나 유지하기는 어렵다.
왕이 중심이 되는 국가일 경우에는, 정복하기는 어려우나 유지하기는 쉽다. 그 유지의 해법은 군주의 가문을 단절시켜 버리는 것이다. 마키아벨리는 그 사례로 알렉산드로스에게 정복한 다리우스 3세의 페르시아 제국을 들고 있는데, 그는 이러한 요점을 분명히 하기 위해 당대의 "투르크 왕국"(오스만 제국)과 닮은 점을 발견할 수 있다고 하였다.

#### 자신들의 법에 따르는 자유로운 국가를 다스리는 법 (5장)
Gilbert (1938, 34쪽)는 이 장이 군주론 이전의 저술에서는 볼 수 없는 상당히 이례적인 장이라 언급하고 있다. Gilbert는 자유로운 공화국을 정복하는 논의의 필요성이 일부의 자유로운 공화국을 포함하여 이탈리아를 통일하려는 마키아벨리의 목표와 관련되어 있다고 추측하였다. 또한 그가 언급하기를, 어쨋든 이 장은 그러한 국가를 유지하는 것이 군주에게 있어서 대단히 어렵다는 것을 분명히 한다고 하였다. 마키아벨리는 세 가지 방법을 제시하였다.
- 로마인들이 카르타고를 멸망시킨 것과 같이, 그 나라를 파괴하라.
- 그 나라에 가서 직접 살아라.
- 그들 자신의 법대로 살게 내버려두되 괴뢰 정권을 세워라.

#### 역량에 의한 점령지 (6장)

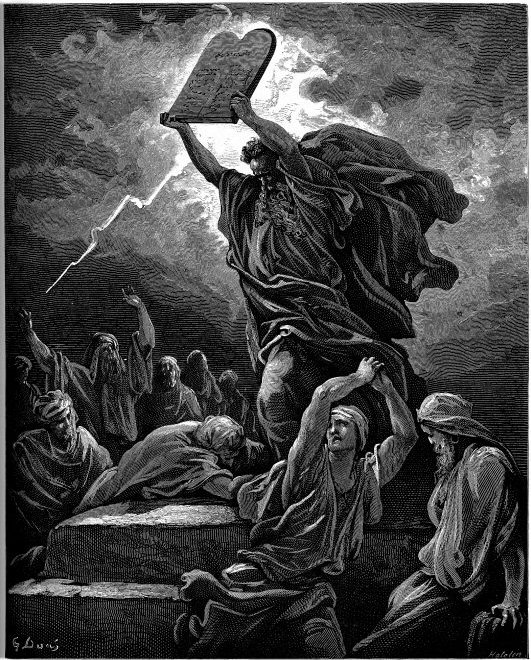

## 분석

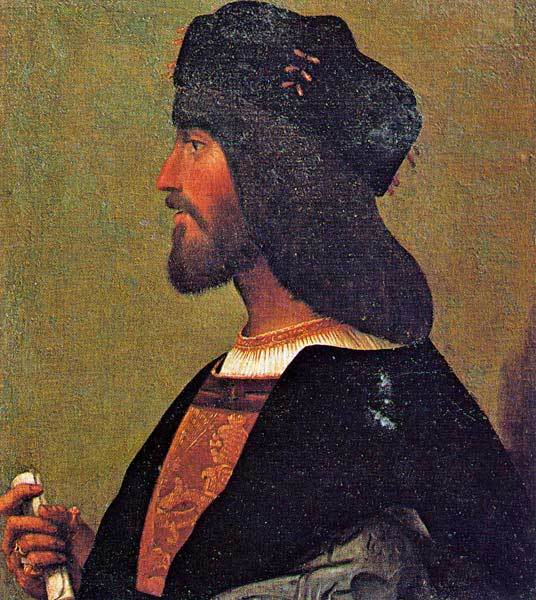
발렌티누아 공작(Duke of Valentinois)으로 불리는 체사레 보르자.

그의 헌정사에서 볼 수 있듯이 결국 군주론은 피렌체를 통치하는 메디치 가문의 일원이자 대인 로렌초(Lorenzo the Magnificent)의 손자인 로렌초 디 피에로 데 메디치(Lorenzo di Piero de' Medici)에게 헌정되었다. 그것은 마키아벨리의 개인적인 서신을 통해 알 수 있다. 메디치 가문이 재집권하고 몇 달 후에는 마키아벨리의 체포, 고문, 추방이 이루어지게 되는데, 그 서신은 메디치 가문이 피렌체에 재집권한 이듬해에 쓰여졌다. 군주론의 헌정은 프란체스코 베토리(Francesco Vettori 군주론이 인정되기를 바랐으며 메디치 가문에 추천을 했던 마키아벨리의 친구)와 오랫 동안 논의되었다. 원래 이책은  로렌초의 삼촌이었던 줄리아노 데 메디치(Giuliano di Lorenzo de' Medici)에게 헌정될 예정이었으나 줄리아노는 1516년 사망하고 만다. 출간되기 전까지 군주론이 메디치 가문의 일원중 누가 읽었는지에 대해서는 정확히 알려진 바가 없다. 마키아벨리는 그 내용을 글을 통해서 배운 것만이 아니라 독특하게도 실제 경험을 통한 군주의 본질과 "위인들의 처신"에 관한 그의 지식의 꾸밈 없는 요약이라고 서술하였다.
군주론에서 마키아벨리가 논한 바람직한 정치적 행위의 종류는 당시 사람들에게는 충격적이었는데 그러한 부도덕함은 여전히 만만찮은 논의의 주제이다. 비록 그것이 군주에게 압제하는 방법을 조언하지만, 마키아벨리는 일반적으로 자유로운 공화정을 원했다고 생각된다. 몇몇 논평가들은 그가 지도자의 부도덕하고 죄악이 되는 행위를 수용하는 것을 그가 이탈리아의 끊임 없는 정치적 분쟁과 불안정한 정국의 시대에 살았다는 것, "개인의 욕구와 인민의 빈곤을 묵살할 뿐만 아니라 혁신, 진취성, (과학적)의문을 인과관계로 질식시키는(지금은 우리가 본성을 통제하는 것을 용인하는)", 중세 가톨릭의 '고전적 목적론'의 통제를 그가 완화시키는 것으로서 다수의 '행복, 평등, 그리고 자유'를 증대시켰음을 주장하며 옹호한다.
다른 한편으로 Strauss (1958, 11쪽)는 "만일 우리가 마키아벨리는 근본적으로 애국자 혹은 과학자라 인정해야만 할지라도, 우리는 그가 악의 교사라는 것을 부인할 수 없다."고 지적하였다. 뿐만 아니라 마키아벨리는 "그가 무엇을 하는지 알만큼 사려깊고, 그의 사리에 맞는 친구에게 그것을 시인할 만큼 너그럽다."
마키아벨리는 이상주의가 아닌 현실주의의 필요를 강조했다. 군주론에서 그는 기회가 오기를 기다리는 것이 아니라 자기 자신의 운명을 통제하는 것을 제외하고는 그가 생각하는 최고의 윤리적, 정치적 목적을 설명하지 않는다. 마키아벨리는 지도자가 되려는 자는 저절로 영예와 명예를 목표로 삼는다는 점을 당연시 했다. 그는 이러한 목표를 지도자의 '역량(virtue)'과 '사려분별(prudence)'의 필요성과 연관지었으며 그러한 역량을 바람직한 정치와 진정한 공익에 필수적이라 보았다. 위인들이 그들의 역량과 사려분별을 발전시키고 이용해야 한다는 것은 가톨릭 군주에게 하는 충고의 전통적인 주제였다. 그리고 다소 논란의 여지가 있다 하더라도 Fischer (2000, 75쪽)가 말한 대로, 더 큰 역량이 운명에 덜 의존한다는 것은 고전적으로 마키아벨리 당대의 "인문주의자의 상투적인 표현"의 영향을 받은 것이다. 그러나 마키아벨리는 그의 의견에 의하면 그들의 기독교 신앙 때문에 운명에 맡겨 버린, 그러므로 부적절한 지도자에게 맡겨버리는 그가 살았던 시대의 다른 저자들을 넘어선 그 이상의 것이었다. 그는 그러한 단어의 기존의 기독교적 의미와는 대조적으로, '역량'과 '사리분별'이란 단어를 영예를 추구하는 것과 품성의 기상이 넘치는 뛰어남을 나타내기 위하여 사용하였지만 기존의 기도교적 의미의 유래가 되는 그리스 로마의 개념을 따라가는 것을 더욱 나타내는 것이었다. 그는 야망과 위험의 감수를 권장하였다. 그런 식으로 또 다른 인습과의 단절로서 그는 가능한 한 정치공동체의 군주의 목표로서 안정성 뿐만이 아니라 근본적인 혁신 또한 논의하였다. 중대한 개혁을 해내는 것은 군주의 역량을 돋보이게 하고 그에게 영예를 가져다 줄 수 있다. 마키아벨리는 분명히 그의 당대에 이탈리아에는 중대한 개혁이 필요하다고 생각했고 그 시대의 이러한 견해는 널리 공유되었다.
마키아벨리의 서술은 지도자들이 그들의 운명을 영예롭게 통제하도록 시도하는 것을 권장하였는데, 심각한 정도의 몇몇 상황에는 그러한 계획의 위험, 필요악과 무법성에도 불구하고, 공동체를 정의하는 '형식과 명령'의 새로운 '정립'(혹은 재정립)을 필요로 할 지도 모른다. 부당함과 부도덕함을 이용하여 전적으로 새로운 국가를 혹은 심지어 새로운 종교를 세우는 것이 군주론의 주된 주제라고 말해지기도 하였다.

## 영향
Bireley (1990, 14쪽)를 인용하자면
...프랑스를 제외한 가톨릭 지역의 출판을 거의 중지시키는 조치였던 1559년 파울루스 4세(Paul IV)의 금서 목록에 등재되기 전까지 어림잡아 군주론의 15가지 판과 로마사 논고의 19가지 판, 그리고 각각의 프랑스어 번역판이 유포되고 있었다. 마키아벨리의 저술이 출간된 후, 1559년의 금서 판정과 1564년의 트리엔트 금서 목록에 등재 되기 전의 무렵에 3명의 주된 저술가가 마키아벨리에게 항거하였다. 이들은 양쪽 모두 이탈리아에서 오랜 세월을 살았던 영국의 추기경인 레지널드 폴(Reginald Pole)과 포르투갈의 주교인 제로니모 오소리오(Jeronymo Osorio) 그리고 이탈리아의 인문주의자이자 이후에는 주교였던 엠브로기오 카테리노 폴리티(Ambrogio Caterino Politi)였다.

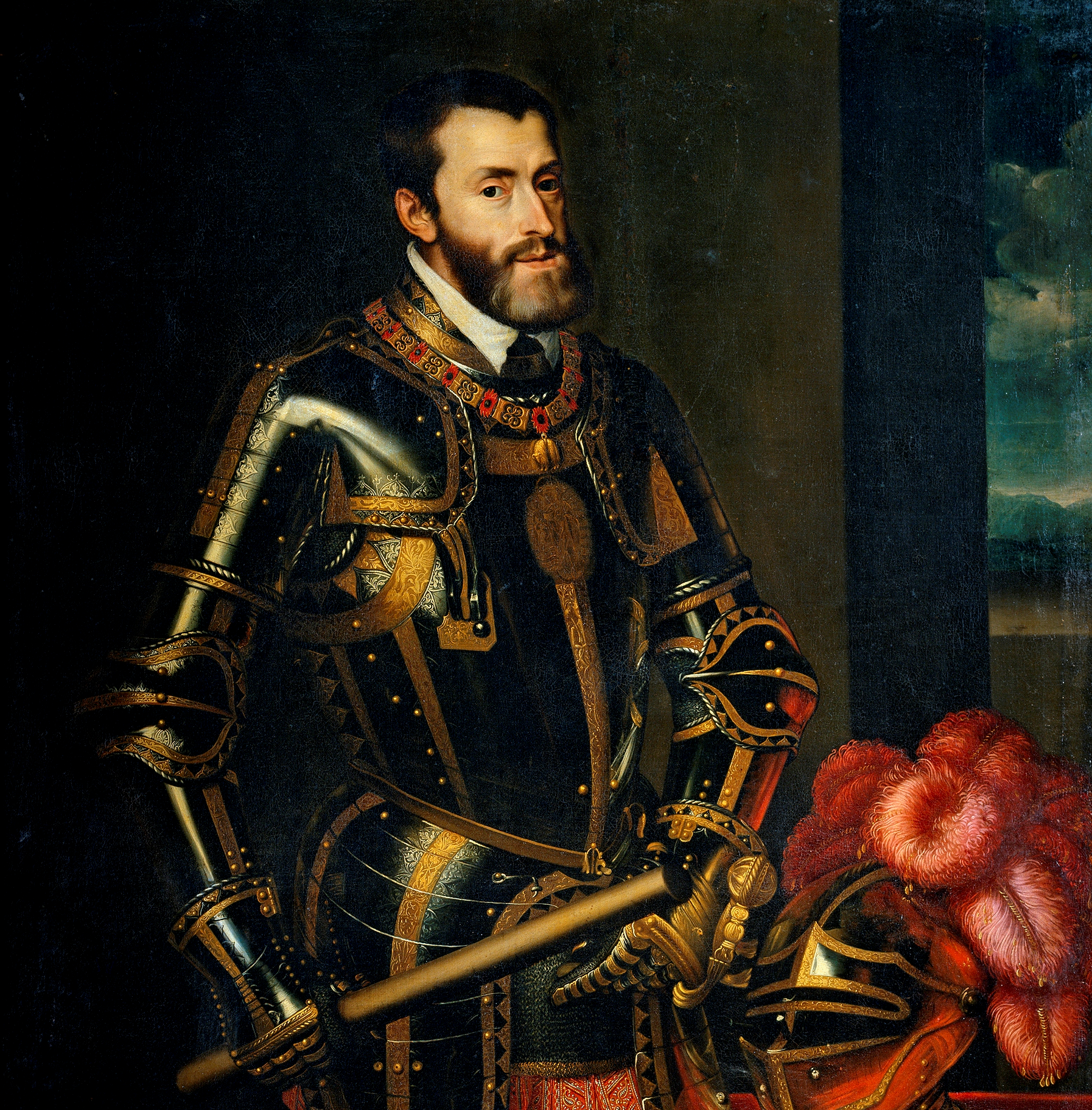
카를 5세(스페인에서는 카를로스 1세). 군주론을 읽은 첫 세대의 가톨릭 왕이다.

군주로서 명예와 권력을 행사하는 방법에 대한 마키아벨리의 견해는 인쇄기라는 새로운 기술의 도움을 받아, 근세 시대 내내 서양의 정치 지도자들에게 엄청난 영향을 가져왔다. 폴란드인은 군주론이 헨리 8세의 적인 영국의 토마스 크롬웰(Thomas Cromwell)에 의해 높이 평가되었고 헨리 8세가 프로테스탄트로 돌아서는 것과 예를 들어 은총의 순례(Pilgrimage of Grace)가 벌어지는 동안의 그의 전술에 영향을 미쳤다고 전한다.

## 같이 보기
(가나다순)
- 아르타 샤스트라, 군주론과 많은 유사성을 띄는 고대 인도의 문헌.
- 안토니오 그람시(Antonio Gramsci)
- 체사레 보르자(Cesare Borgia)

### 저서 목록
(가나다순)
- 로마사 논고(이탈리아어: Discorsi sopra la prima Deca di Tito Livio)
- 만드라골라(이탈리아어: La mandragola)
- 전술론
- 카스루치오 카스트라카니 다 루카의 생애
- 피렌체사

## 참고 문헌
한국어 문헌
- 니콜로 마키아벨리 (2015). 《군주론》. 번역 강정인, 김경희 번역 제4판. 까치. ISBN 978-89-7291-578-2.
- 안토니오 그람시 (1986). 《그람시의 옥중수고 1 : 정치편》. 번역 이상훈 초판. 거름.

영어 문헌
- De Alvarez, Leo Paul S (1999), 《The Machiavellian Enterprise; A Commentary on The Prince》
- Baron, Hans (1961), “Machiavelli : the Republican Citizen and Author of The Prince”, 《THE ENGLISH HISTORICAL REVIEW》 76: 218, 2010년 3월 25일에 원본 문서에서 보존된 문서, 2016년 1월 29일에 확인함
- Bireley, Robert (1990). 《The Counter Reformation Prince》.
- Bock, Gisela; Quentin Skinner and Maurizio Viroli, ed. (1990), 《Machiavelli and Republicanism》, Cambridge University Press  excerpt and text search
- Dent, J (1995), 〈Introduction〉, 《The Prince and other writings》, Everyman
- Deitz, Mary, “Trapping the Prince” (PDF), 《American Political Science Review》 80: 777–799, 2015년 10월 16일에 원본 문서 (PDF)에서 보존된 문서, 2016년 1월 29일에 확인함
- Fischer, Markus (2000), 《Well-ordered License: On the Unity of Machiavelli's Thought》, Lexington Book
- Johnston, Ian, 《Lecture on Machiavelli's The Prince》, 2010년 12월 22일에 원본 문서에서 보존된 문서, 2016년 1월 29일에 확인함
- Guarini, Elena (1999), 〈Machiavelli and the crisis of the Italian republics〉,   Bock, Gisela; Skinner, Quentin; Viroli, Maurizio, 《Machiavelli and Republicanism》, Cambridge University Press
- Cox, Virginia (1997), “Machiavelli and the Rhetorica ad Herennium: Deliberative Rhetoric in The Prince”, 《The Sixteenth Century Journal》 28.4: 1109–1141, doi:10.2307/2543571
- Zerba, Michelle (2004), “The Frauds of Humanism: Cicero, Machiavelli, and the Rhetoric of Imposture”, 《Rhetorica》 22.3: 215–240, doi:10.1525/rh.2004.22.3.215
- Garver, Eugene (1980), “Machiavelli’s "The Prince": A Neglected Rhetorical Classic”, 《Philosophy & Rhetoric》 13.2: 99–120
- Kahn, Victoria (1986), “Virtù and the Example of Agathocles in Machiavelli's Prince”, 《Representations》 13: 63–83, doi:10.2307/2928494
- Tinkler, John F. (1988), “Praise and Advice: Rhetorical Approaches in More's Utopia and Machiavelli's The Prince”, 《The Sixteenth Century Journal》 19.2: 187–207, doi:10.2307/2540406
- Gilbert, Allan (1938), 《Machiavelli's Prince and Its Forerunners》, Duke University Press
- Kennington, Richard (2004), 《On Modern Origins》, Lexington Books
- Najemy, John (1993), 《Between Friends: Discourses of Power and Desire in the Machiavelli-Vettori Letters of 1513–1515》, Princeton University Press
- Mattingly, Garrett (1958), “Machiavelli's Prince : Political Science or Political Satire?”, 《The American Scholar》 27: 482–491, 2012년 1월 18일에 원본 문서에서 보존된 문서, 2016년 1월 29일에 확인함
- Haitsma Mulier, Eco (1999), 〈A controversial republican〉,   Bock, Gisela; Skinner, Quentin; Viroli, Maurizio, 《Machiavelli and Republicanism》, Cambridge University Press
- Rahe, Paul A. (2006), 《Machiavelli's Liberal Republican Legacy》, Cambridge University Press, ISBN 0521851874 Excerpt, reviews and Text search shows Machiavelli's Discourses had a major impact on shaping conservative thought.
- Schaefer, David (1990), 《The Political Philosophy of Montaigne》, Cornell University Press.
- Strauss, Leo (1958), 《Thoughts on Machiavelli》, University of Chicago Press
- Strauss, Leo (1987), 〈Niccolo Machiavelli〉,   Strauss, Leo; Cropsey, Joseph, 《History of Political Philosophy》 3판, University of Chicago Press
- Worden, Blair (1999), 〈Milton's republicanism and the tyanny of heaven〉,   Bock, Gisela; Skinner, Quentin; Viroli, Maurizio, 《Machiavelli and Republicanism》, Cambridge University Press